# 금속 이산화탄소 복합체
금속 이산화탄소 복합체(영어: Metal carbon dioxide complex)는 이산화 탄소 리간드를 포함하는 배위 화합물이다. 단순 분자의 배위 화학에 대한 근본적인 관심 외에도, 이 분야의 연구는 전이 금속이 CO2의 유용한 변형을 촉매할 가능성에 의해 동기가 부여된다. 이 연구는 유기 합성과 석유 기반 연료의 사용을 피할 "태양 연료" 생산 모두와 관련이 있다.

## 구조적 경향

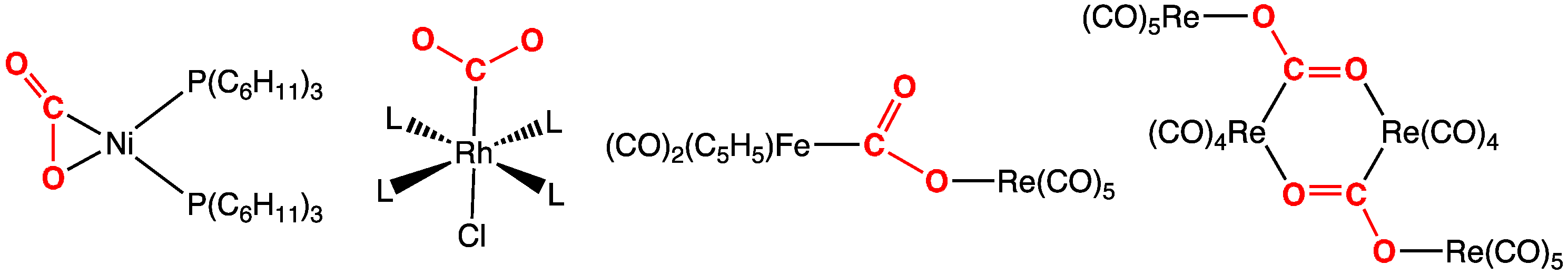
전이 금속 이산화탄소 복합체의 예시적 구조. 왼쪽부터: Ni(η^{2}-CO_{2})(PCy_{3})_{2}, Rh(η^{1}-CO_{2})ClL_{4} (L_{4} = (diars)_{2}), 메탈로카복실산 에스터 CpFe(CO)_{2}(η^{1}:η^{1}-CO_{2})Re(CO)_{5}, 그리고 다른 이량체 메탈로카복실산 에스터.

이산화탄소는 몇 가지 방식으로만 금속에 결합한다. 결합 방식은 금속 중심의 친전자성과 염기성에 따라 달라진다. 가장 흔한 것은 아레스타의 착물인 Ni(CO2)(PCy3)2에 의해 예시되는 η2-CO2 배위 방식으로, 이는 최초로 보고된 CO2 착물이었다. 이 사각형 평면 화합물은 환원된 CO2 리간드를 가진 Ni(II) 유도체이다. 드물게, CO2는 산소 중심을 통해 루이스 염기로 금속에 결합하지만, 이러한 부가물은 약하고 주로 이론적 관심사이다. 루이스 염기성 및 루이스 산성 금속이 종종 관련된 다양한 다핵 착물도 알려져 있으며, 예를 들어 메탈로카복실레이트 염 (C5H5)Fe(CO)2CO2−K+가 있다. 다핵 착물 (하나 이상의 금속을 포함하는 화합물)의 경우, 더 복잡하고 다양한 배위 기하학이 관찰된다. 한 가지 예는 4개의 레늄 중심을 포함하는 비대칭 화합물인 [(CO)5ReCO2Re(CO)4]2이다. 이산화탄소는 또한 금속 착물에 있는 리간드에 결합할 수 있으며 (금속 자체에만 결합하는 것이 아니라), 예를 들어 하이드록시 리간드를 카보네이토 리간드로 전환함으로써 결합할 수 있다.

## 반응
전이 금속 이산화탄소 복합체는 다양한 반응을 거친다. 메탈로카복실산은 산소에서 양성자화되고 결국 금속 카보닐 착물로 전환된다:
[LnMCO2]− + 2 H+ → [LnMCO]+ + H2O
이 반응은 CO2를 연료로 전환하는 잠재적 촉매 반응과 관련이 있다.

## 금속-탄소 결합의 탄산화

### Cu-C 결합으로 삽입
N-헤테로고리 카벤 (NHC) 지지 CuI 복합체는 유기보론산 에스터의 카복실화를 촉매한다. 촉매는 CuCl, NHC 리간드, 및 KOtBu로부터 그 자리에서 형성된다. 구리 tert-뷰톡사이드는 금속 교환 반응을 통해 유기보론산 에스터와 반응하여 CuI-C 결합을 생성할 수 있으며, 이 중간체는 CO2에 원활하게 삽입되어 해당 카복실레이트를 얻는다. KOtBu와의 염 복분해 반응은 생성물을 방출하고 촉매를 재생한다 (도식 2).
 금속 교환 외에도 Cu-C 결합을 형성하는 다른 접근법이 있다. C-H 기능화는 간단하고 원자 경제적인 방법이다. 염기는 산성 C-H 양성자를 탈양성자화하고 Cu-C 결합을 형성하는 데 도움을 줄 수 있다. [(페난트롤린)Cu(PR3)] 촉매는 Cs2CO3와 함께 말단 알카인에 C-H 카복실화를 유도한다. NHC-Cu-H 종은 산성 양성자를 탈양성자화하여 말단 알카인의 카복실화를 유도한다. Cu-H 종은 Cu-F와 유기규소화합물로부터 생성되었다. 카복실레이트 생성물은 실릴 플루오라이드에 의해 포획되어 실릴 에테르를 얻었다. 비산성 C-H 결합의 경우, iBu3Al(TMP)Li를 이용한 지향 금속화가 채택된 후 구리와의 금속 교환을 통해 Cu-C 결합을 얻는다. 알릴기 C-H 결합과 페닐기 C-H 결합은 하우(Hou)와 동료 연구자들에 의해 이 접근법으로 카복실화되었다:
유기아연 화합물 및 유기알루미늄 화학 시약을 이용한 알카인 및 알렌에 대한 카보금속화 후 구리로의 금속 교환은 또한 카복실화를 시작하는 전략이다. 트라이메틸알루미늄은 에테르 지향 그룹에 의해 지시된 신(syn) 방식으로 편향되지 않은 지방족 내부 알카인에 삽입될 수 있다. 비닐 구리 착물은 금속 교환에 의해 형성되며, 카복실화는 유사한 경로로 사치환 지방족 비닐 카복실산을 생성한다. 이 경우, 입체선택성은 육원자 알루미늄 고리 형성의 선호에 의해 제어된다. 또한, 이나미드 및 알레나미드에 대한 카복실화는 유사한 접근법을 통해 덜 반응적인 다이메틸 아연을 사용하여 달성할 수 있다.

### Pd-C 결합으로 삽입
1-30 bar의 CO2 압력 하에 팔라듐 아세테이트 존재 하에, 단순 방향족 화합물은 방향족 카복실산으로 전환된다. PSiP-핀서 리간드 (5)는 전(前) 기능화된 기질을 사용하지 않고 알렌의 카복실화를 촉진한다. 촉매 재생을 위해 Et3Al이 팔라듐과 금속 교환을 위해 첨가되었다. 촉매는 다음 β-수소 제거 반응에 의해 재생된다. 말단 알렌 외에도 일부 내부 알렌도 이 반응에서 허용되며, 54%에서 95% 사이의 수율로 알릴 카복실산을 생성한다. 이 시스템은 또한 1,3-다이엔에 적용되어 1,2 첨가 방식으로 카복실산을 생성하였다. 2015년에 이와사와(Iwasawa) 등은 저마늄 유사체 (6)를 보고하고 CO2 공급원과 수소화물 공급원을 결합하여 포름산염을 형성하였다.
 팔라듐은 탄소-수소 결합 활성화를 촉매하는 데 엄청난 힘을 보여주었다. 만약 카복실화 반응에서 Pd-C 중간체가 C-H 활성화에서 비롯된다면, 이러한 방법론은 금속 촉매 카복실화를 유용성 면에서 훨씬 더 높은 수준으로 끌어올려야 한다. 이와사와와 동료 연구자들은 스티렌 C-H 활성화를 통해 쿠마린 유도체를 생성하는 직접적인 카복실화를 보고하였다. 이 반응에서는 다양한 전자적 특성을 가진 벤젠 고리와 일부 헤테로방향족 고리가 50%에서 90%의 수율로 허용된다. C-H 활성화는 결정학 연구에 의해 입증되었다.

### Rh-C 결합에 의한 삽입
위에서 언급된 Cu(I) 화학과 유사하게, Rh(I) 복합체 또한 아릴보론산 에스터와 금속 교환을 통해 아릴 로듐 중간체를 얻을 수 있으며, 여기에 CO2가 삽입되어 카복실산을 생성한다. 이후 이와사와(Iwasawa) 등은 C-H 카복실화 전략을 기술하였다. Rh(I)는 아릴 C-H 결합에 산화적 첨가를 겪은 후 알킬 알루미늄 종과의 금속 교환을 한다. Ar-Rh(I)는 환원적 제거를 통해 메탄을 방출하여 재생된다. Ar-Rh(I)는 CO2를 공격한 후 아릴보론산과 금속 교환하여 생성물의 보론산을 방출하고 가수분해를 통해 최종 카복실산을 생성한다. 지향성 및 비지향성 버전 모두 달성되었다.
이와사와와 동료 연구자들은 비닐아렌에 Rh-H 삽입에 의해 시작되는 Rh(I) 촉매 탄산화 반응을 개발하였다. CO2에 대한 친핵성 첨가 후 반응성 Rh-H를 재생하기 위해, 광촉매 양성자 결합 전자 이동 접근법이 채택되었다. 이 시스템에서 과량의 다이메틸프로필에틸아민은 희생 전자 공여체로 작용한다 (도식 5).

### Ni-C 결합에 의한 삽입
벤질 할라이드의 카복실화가 보고되었다. 반응 메커니즘은 염화벤질의 Ni(0)에 대한 산화적 첨가를 포함하는 것으로 제안된다. Ni(II) 벤질 착물은 아연 등에 의해 Ni(I)로 환원되고, 이는 CO2를 삽입하여 니켈 카복실레이트를 생성한다. Ni(I) 카복실레이트가 Ni(0)으로 환원되면 아연 카복실레이트가 방출된다 (도식 6). 유사하게, 이러한 카복실화는 아릴 및 벤질 피발레이트, 알킬 할라이드, 및 알릴 에스터에 대해 달성되었다.